# Paul Giesler
Paul Giesler, född 15 juni 1895 i Siegen, död 8 maj 1945 i Bischofswiesen, var en tysk nazistisk politiker. Han var Gauleiter i Westfalen-Süd och ministerpresident i Bayern. Adolf Hitler utnämnde, i sitt politiska testamente den 29 april 1945, Giesler till inrikesminister. Giesler begick självmord tillsammans med sin hustru.